# Estadio Ernesto Rohrmoser
El Estadio Ernesto Rohrmoser es un recinto deportivo situado en el distrito de Pavas, perteneciente al cantón de  San José, de la provincia homónima de Costa Rica. Se reinauguró el 28 de febrero de 2013 y su aforo actualmente es de 3000 espectadores. Cuenta con gramilla de césped sintético. Está catalogado con 2 estrellas según la FIFA.

## Historia
El alcalde de la Municipalidad de San José, Johnny Araya, inauguró el proyecto de la construcción del estadio debido a su ubicación apropiada en la capital, además de la utilización para los Juegos Centroamericanos 2013. El 28 de febrero de ese año finalizaron las obras y el complejo dio inicio como el número 60 del país. El escenario ha sido sede de encuentros de Primera y Segunda División. En mayo de 2016 se llevó a cabo la Copa Interclubes de la UNCAF Femenina. Posteriormente, en octubre, fue realizada la Copa América IFA7.
El 24 de junio de 2016, el inversionista Jorge Alarcón negoció las gestiones de propiedad con Johnny Araya para la franquicia del Sporting San José.